# Lewisville (Idaho)
Lewisville is een plaats (city) in de Amerikaanse staat Idaho, en valt bestuurlijk gezien onder Jefferson County.

## Demografie
Bij de volkstelling in 2000 werd het aantal inwoners vastgesteld op 467.
In 2006 is het aantal inwoners door het United States Census Bureau geschat op 507, een stijging van 40 (8,6%).

## Geografie
Volgens het United States Census Bureau beslaat de plaats een oppervlakte van
1,6 km², geheel bestaande uit land. Lewisville ligt op ongeveer 1460 m boven zeeniveau.

## Plaatsen in de nabije omgeving
De onderstaande figuur toont nabijgelegen plaatsen in een straal van 24 km rond Lewisville.